# Установка фракціонування етилену НПЗ Маркус-Хук
Установка фракціонування етилену Маркус-Хук – колишнє виробництво у складі нафтопереробного заводу Маркус-Хук.
На Атлантичному узбережжі США в районі Маркус-Хук (штат Пенсільванія, на стику з кордонами штатів Делавер та Нью-Джерсі) з 1902 року діяв нафтопереробний завод компанії Sunoco. У складі газів нафтопереробки міститься велика кількість олефінів, при цьому вилучення з них пропілену є першим в США (та другим у світі) джерелом отримання цього другого за об’ємами виробництва продукту нафтохімії. Вміст етилену (перший за масовістю продукт нафтохімії) в зазначених газах значно нижче, проте у окремих випадках організують і його вилучення (наприклад, установка ГПЗ Джавеліна в техаському Корпус-Крісті). З 1961-го таке виробництво потужністю 102 тисячі тонн етилену на рік працювало і в Маркус-Хук, при цьому воно розміщувалось вже у Клеймонті, штат Делаверу.
17 травня 2009 року внаслідок корозії одного з патрубків стався витік з наступним запалюванням вуглеводневої суміші. За цим послідувала велика пожежа, яка тривала 18 годин до моменту вигорання газів у враженій системі. На щастя, людських жертв та постраждалих не було. Сама установка отримала важкі пошкодження, а її відновлення визнали недоцільним.  
Втім, за два роки через нерентабельність закрили і сам НПЗ (що в свою чергу негативно вплинуло на інше нафтохімічне виробництво – завод поліпропілену, який належить бразильській компанії Braskem). Виробничий майданчик НПЗ завдяки її розташуванню на річці Делавер перетворили в базу для потужного комплексу фракціонування зріджених вуглеводневих газів та термінал для їх експорту.